# Avenue Boutroux
L'avenue Boutroux est une voie située dans le quartier de la Gare du 13e arrondissement de Paris, en France.

## Situation et accès
Cette voie du 13e arrondissement de Paris débute 15, avenue de la Porte-de-Vitry et se termine 13, avenue Claudius-Regaud.

## Origine du nom
Elle porte le nom du philosophe Émile Boutroux (1845-1921).

## Historique

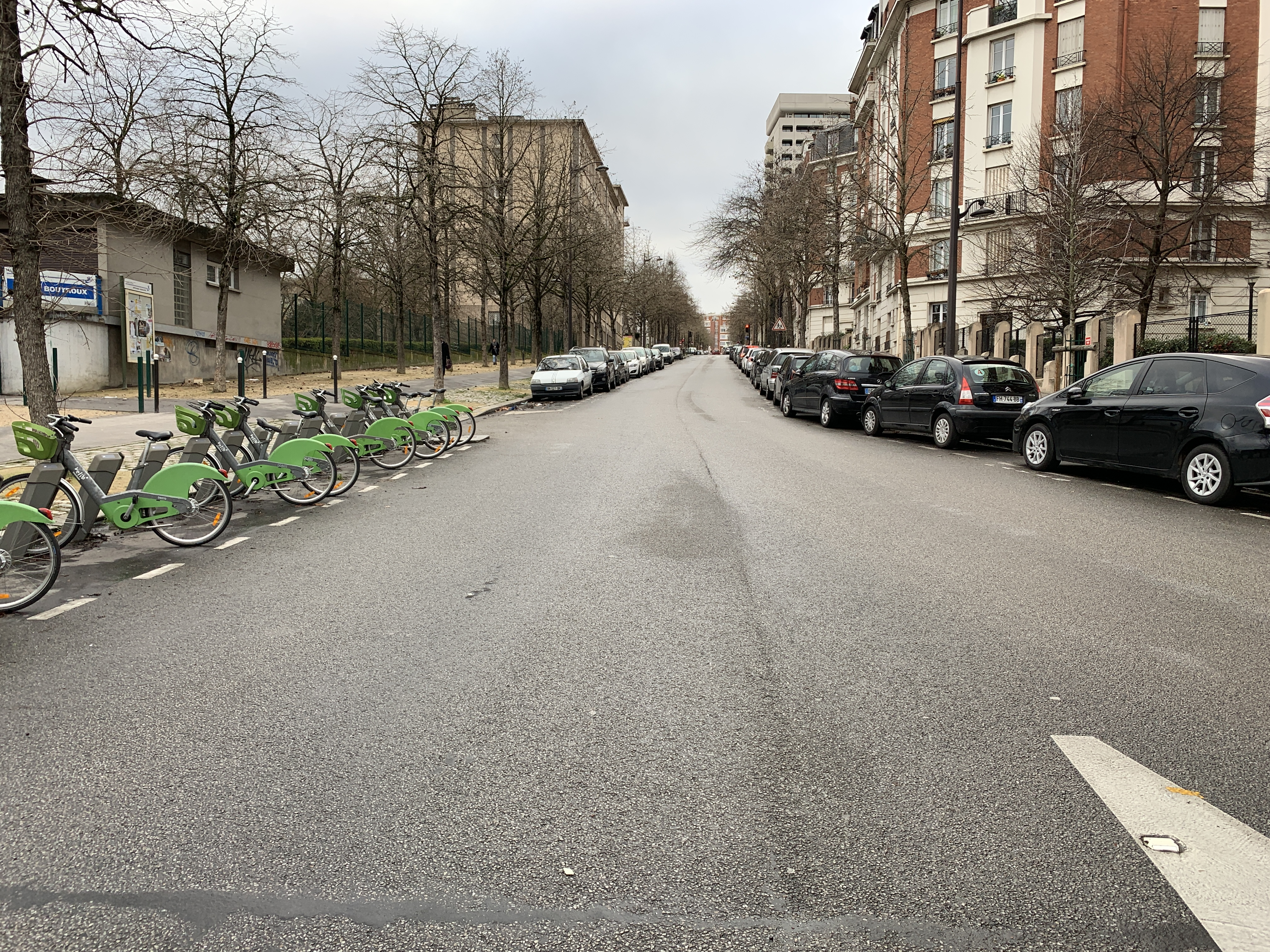
L'avenue en 2021.

Cette voie, ouverte sur l'ancienne enceinte de Thiers et qui se terminait initialement avenue de la Porte-d'Ivry, prend en 1932 son nom actuel.

## Bâtiments remarquables et lieux de mémoire
- Stade Pelé